# Clea Koff
Clea Koff (* 1972 in London) ist eine US-amerikanische forensische Anthropologin und Autorin. Koff war unter anderem an den Untersuchungen zum Völkermord in Ruanda, der Untersuchung von Kriegsverbrechen während der Jugoslawienkriege und im Kosovo beteiligt.

## Leben
Clea Koff wurde als Tochter des Dokumentarfilmers David Koff und seiner tansanischen Frau Msindo geboren. Sie wuchs vor allem in Somalia und den USA auf. Ihre Grundschulzeit verbrachte sie im Vereinigten Königreich. Die weitere Schulzeit in Washington D.C. und später Kalifornien.  Sie studierte in Stanford und schloss dort mit einem Bachelor-Grad ab. Anschließend studierte sie forensische Anthropologie an der University of Arizona und der University of Nebraska. 1999 schloss sie ihre Studien mit dem Grad Master in Nebraska ab. In Arizona war sie bei  Walt Birkby ausgebildet worden.
Noch als Masters-Studentin wurde sie für den Strafgerichtshof für den Völkermord in Ruanda tätig und wurde auf zwei Missionen nach Kibuye und Kigali gesandt. Ab 2000 war sie für den Internationalen Strafgerichtshof für das ehemalige Jugoslawien in Bosnien, Kroatien und im Kosovo als forensische Anthropologin tätig. Hierbei war sie unter anderem stellvertretende Chef-Anthropologin. 2006 war sie auf Zypern für die Vereinten Nationen bei der Identifizierung von Toten des Zypernkrieges tätig. Bis 2012 leitete sie die von ihr ins Leben gerufene Stiftung Missing Persons Identification Resource Center in Los Angeles.

## Werke
Sie verfasste das Buch Die Knochenfrau (Originaltitel: The Bone Woman, 2004), das in elf Sprachen übersetzt wurde. Das Buch befasst sich mit ihren Erfahrungen in Ruanda, dem ehemaligen Jugoslawien und im Kosovo. Daneben veröffentlichte sie 2011 den Kriminalroman Freezing.
Andrea Seibel schrieb in Der Welt, dass Koff in Die Knochenfrau wie ein Engel über den Gräbern schwebe und ihr Buch nie obszön oder abstoßend sei. Rainer Kurlemann schrieb für die Rheinische Post, dass er beeindruckt sei „von der Klarheit, mit der die junge Wissenschaftlerin ihre Arbeit in Ruanda, im Kosovo und in Srebrenica (Bosnien) beschreibt.“ Im Guardian nannte Phil Whitaker Kloff's Buch ein humanes, hoffnungsbringendes und involviertes Buch, trotz der in ihm beschriebenen verstörenden Verbrechen. Für die New York Times urteilte Jane Perlez, dass Koff mit der Passion einer Frau geschrieben habe, die für die forensische Anthropologie geboren sei.